# Ceratoscopelus
Ceratoscopelus is een geslacht van de Myctophidae in de familie Myctophidae.

## Soorten
- Ceratoscopelus maderensis (Lowe, 1839)
- Ceratoscopelus townsendi (Eigenmann & Eigenmann, 1889)
- Ceratoscopelus warmingii (Lütken, 1892)